# Naismith Memorial Basketball Hall of Fame
A Naismith Memorial Basketball Hall of Fame egy amerikai történeti múzeum Springfieldben, Massachusetts-ben. Fő célja a kosárlabda sporttörténetének megőrzése. Nevét a kanadai-amerikai orvosról, James Naismith-ről kapta, aki a kosárlabda sportjának kitalálója. A múzeumot 1959-ben nyitották meg, ebben az évben iktattak be először játékosokat. 
A 2021-es osztállyal együtt eddig 426 személyt iktattak be a Hall of Fame-be.

## Beiktatási kritérium
A labdarúgó és baseball Hall of Fame-ekkel ellentétben a Springfield nemzetközi és amerikai sportolókról is megemlékezik, illetve amatőrökről is. 2011 és 2015 között hét bizottság, azóta pedig hat bizottság dönt a jelöltekről. Ezen bizottságok közül négy választ lehetséges jelölteket:
- Észak-Amerikai Szűrő Bizottság (9 tag)
- Női Szűrő Bizottság (7 tag)
- Nemzetközi Szűrő Bizottság (7 tag)
- Veterán Szűrő Bizottság (7 tag), olyan személy illik a veteránok közé, akinek karrierje legalább 35 évvel megválasztása előtt befejeződött[3]

2011 óta a Veterán és a Nemzetközi Bizottság is közvetlenül szavaz egy jelölt beiktatására, minden évben.
Az alábbi három bizottságot 2011-ben alapították, hogy beiktassanak közvetlenül egy jelöltet minden évben:
- American Basketball Association (ABA) Bizottság: ezt a bizottságot 2015-ben véglegesen feloszlatták [5]
- Közreműködő, Közvetlenül Választó Bizottság
  - A bizottság létezésének ellenére más bizottságok is választhatnak közreműködőket.
- "A játék korai afroamerikai úttörői" Bizottság

Azon személyek, akik legalább hét szavazatot kapnak az Észak-Amerikai Szűrő Bizottságtól, vagy ötöt bármely másik bizottságtól egy évben, azok továbbjutnak a végső döntőbizottsághoz, amely 12+12 tagból áll, akik minden jelöltre szavaznak. Minden bizottság egy adott számú jelöltet jelölhet évente, az Észak-Amerikai 10-et, a többi kettőt. Azon jelöltek, akik legalább 18 szavazatot (a szavazatok 75%-át) megszereznek a döntőbizottságtól, beiktatásra kerülnek.
Ahhoz, hogy jelöljenek egy személyt, a játékosnak, visszavonult edzőnek és a bírónak már legalább három szezonnal korábban be kellett fejeznie karrierjét. Korábban ez öt év volt, majd 2015 és 2017 között négy. Aktív edzőket az után iktatnak be, hogy 25 évet eltöltöttek a pozíciójukban és legalább 60 évesek.

## Beiktatott játékosok listája
| Év   | Beiktatott                  | Poz. | Sikerek |
| ---- | --------------------------- | ---- | --- |
| 1959 | Chuck Hyatt                 | G    | - Nemzeti bajnok (Pittsburgh, 1928, 1930) - College All-America (1929, 1930) - Helms Foundation Az év játékosa (1930) |
| 1959 | Hank Luisetti               | F    | - 3 Atlanti parti bajnoki cím (Stanford, 1936–38) - Nemzeti bajnok (Stanford, 1937) - Helm's Foundation Az év játékosa (1937–38) - 2-szeres All-America (1937–38) |
| 1959 | George Mikan                | C    | - All-America (DePaul, 1944–45) - All-NBA Első csapat (1950–54) - 4 NBA All-Star (1951–54) - NBL/NBA-bajnokság (Chicago Gears, 1947; Minneapolis Lakers, 1948–50, 1952–54) |
| 1959 | John Schommer               | G    | - Big Ten bajnoki címek (Chicago, 1907–09) - All-America (1907–09) - Mythical U.S. bajnok (Chicago, 1908) - bíró Big Ten meccseken (1911–40) |
| 1960 | Vic Hanson                  | G    | - Helms Foundation bajnoki cím (Syracuse, 1926) - Helms Foundation Az év játékosa (1927) - Grantland Rice's All-Time, All-America Team (1952) |
| 1960 | Ed Macauley                 | C-F  | - All-America (Saint Louis, 1948–49) - AP Az év egyetemi játékosa (1949) - MVP, NIT bajnokcsapat (1949) - All-NBA Első csapat (1951–53) |
| 1960 | Branch McCracken            | F    | - Indiana, legtöbb pont (1928–30) - All-Big Ten Első csapat (1928–30) - Big Ten pontrekord (147) seniorként (1930) - Helms Foundation All-America (1930) - Az év edzője (1940, 1953) |
| 1960 | Charles Murphy              | C    | - Big Ten bajnoki címek (Purdue, 1928–29) - Helms Foundation All-America (1929–30) - Big Ten pontrekord 143 (1929) - Big Ten bajnoki cím (1930) |
| 1960 | John Wooden                 | G    | - Helms Foundation All-America (Purdue, 1930–32) - Helms Foundation Az év játékosa (1932) - Nemzeti bajnok (Purdue, 1932) - All-NBL Első csapat (1938) |
| 1961 | Bennie Borgmann             | G    | - Legtöbb pont az 1920-as években - tizenötször is legtöbb pont különböző ligákban egy szezonban (1922–35) - bajnoki címek (1923) - több, mint 3000 mérkőzésen játszott |
| 1961 | Forrest DeBernardi          | C    | - AAU bajnoki cím (Kansas City Athletic Club, 1921, Hillyard Shine Alls, 1926–27, Cook Paint Company, 1928–29) - 7 AAU All-America |
| 1961 | Bob Kurland                 | C    | - All-America (1944–46) - NCAA bajnoki címek (Oklahoma A&M, 1945–46) - Helms Foundation Az év játékosa (1946) - kétszeres olimpiai aranyérmes (1948, 1952) |
| 1961 | Andy Phillip                | G-F  | - 2 Consensus All-America (1943, 1947) - National College Az év játékosa (Illinois, 1943) - 5 bajnoki döntő (1947, 1955–58) - 5 BAA/NBA All-Star (1951–55) |
| 1961 | John Roosma                 | G    | - 3 All-American - 3-time All-Eastern - New Jersey State bajnoki cím (Passaic High School - 1919–21) |
| 1961 | Chris Steinmetz             | G    | - Nyugati bajnok (1905) - Helms Foundation Hall of Fame - Wisconsin Athletic Hall of Fame |
| 1961 | Ed Wachter                  | C    | - 8 különböző ligában játszott, különböző csapatokkal (1899–1924) - New York State Leagues (1912–13, 1915) - pattanó passz kitalálója |
| 1962 | Jack McCracken              | F    | - Második helyezett a nemzeti középiskolai bajnokságban (Classen High School, 1929) - 8 AAU All-America (1932, 1935, 1937–39, 1940, 1942, 1945) - 3 AAU nemzeti bajnoki cím (1937, 1939, 1942) |
| 1962 | Pat Page                    | G    | - 1 AAU bajnoki cím (University of Chicago, 1907) - 3 Nemzeti bajnoki cím (1908, 1909, 1910) - Helms Foundation All-America (1908–10) - Helms Foundation National Az év játékosa (1910) |
| 1962 | Barney Sedran               | G    | - A Hall of Fame legalacsonyabb tagja - 1 Hudson Valley League bajnoki cím (Newburgh, 1912) - Pennsylvania League bajnok (1917) - 1 New York State League bajnoki cím (Albany, 1921) |
| 1962 | John Thompson               | F    | - All-America (Montana State, 1928–30) - All-Rocky Mountain Conference (1928–30) - Helms Nemzeti bajnok (1929) - Helms Foundation National Az év játékosa (1930) |
| 1963 | Robert Gruenig              | C    | - AAU All-America Első csapat (1937–40, 1942–46, 1948) - 3 AAU bajnoki cím (Denver Safeway, 1937, Denver Nuggets, 1939; Denver American Legion, 1942) |
| 1964 | Bud Foster                  | F    | - All-America (1930) - Big Ten főcsoportgyőztes (1935, 1941, 1947) - NCAA bajnok (Wisconsin, 1941) |
| 1964 | Nat Holman                  | G    | - Keleti Liga bajnok (1921–22) - Original Celtics játékosedzője (1926–29) - ABL bajnoki cím (Original Celtics, 1927–28) - NCAA és NIT bajnok (City College of New York - 1950) |
| 1964 | John Russell                | G    | - ABL bajnok játékosedzőként (Cleveland Rosenblums, 1926) - Keleti Liga bajnoki cím (Trenton Moose, 1933) - ABL bajnoki cím (New York Jewels, 1939) |
| 1966 | Joe Lapchick                | C    | - Interstate League bajnok (Holyoke Reds, 1922) - ABL bajnoki cím (Original Celtics, 1927–28) - American Basketball League bajnoki címek (Cleveland Rosenblums, 1929–30) - NIT bajnok (St. John's, 1943–44, 1959, 1965) |
| 1969 | Dutch Dehnert               | F    | - Az Original Celtics tagja az 1920-as években |
| 1970 | Bob Davies                  | G-F  | - többszörös NBA All-Star (Rochester Royals) |
| 1971 | Bob Cousy                   | G    | - 6 NBA bajnoki cím játékosként (1957, 1959–1963) - NBA Most Valuable Player (1957) - 13x NBA All-Star (1951–1963) - 8x NBA legtöbb gólpassz a szezonban (1953–1960) - NBA's 50th Anniversary All-Time Team tagja - NCAA bajnok (Holy Cross, 1947). |
| 1971 | Bob Pettit                  | F    | - NBA Most Valuable Player - NBA bajnok (St. Louis Hawks - 1958) - Első NBA-játékos, aki túllépte a 20000 pontot karrierjében |
| 1972 | Paul Endacott               | F    | - Helms Athletic Foundation bajnok (Kansas, 1923) - Helms Athletic Foundation Az év játékosa (1923) - All-Missouri Valley Conference Első csapat (1922, 1923) - All-Missouri Valley Conference Második csapat (1921) |
| 1972 | Marty Friedman              | G    | - Hudson River Valley League bajnok (Newburgh Tenths, 1911–12) - Világbajnok (Utica Utes, 1914) - Pennsylvania Inter-County bajnok (Carbondale, 1915) - New York State League bajnok (Albany Senators, 1919) |
| 1973 | John Beckman                | G    | - Original Celtics tagja - Won Interstate League bajnoki címek (Patterson, Bridgeport Blue Ribbons és Nanticoke Nans) |
| 1973 | Dolph Schayes               | F-C  | - NBA bajnok (Syracuse Nationals, 1955) |
| 1974 | Ernest Schmidt              | F    | - Central Conference legtöbb pontot szerző játékos (1931, 1932, 1933) - All-America (1932) - AAU All-America Második csapat (1932) |
| 1975 | Joe Brennan                 | G    | - Metropolitan Basketball League bajnok (Brooklyn, 1922, 1924, 1925) - National League bajnok (Brooklyn Visitations, 1927) - Led Metropolitan Basketball League legtöbb szerzett pont a szezonban (1922, 1927) - Eastern, New York State, Pennsylvania State, Interstate, Metropolitan és American Basketball ligákban játszott |
| 1975 | Bill Russell                | C    | - Olimpiai aranyérem: 1956 - 11× NBA-bajnok (1957, 1959–1966, 1968, 1969) - 12× NBA All-Star(1958–1969) - 5× NBA MVP (1958, '61, '62, '63, '65) - 3× All-NBA Első csapat (1959, 1963, 1965) - 8× All-NBA Második csapat (1958, 1960–1962, 1964, 1966–1968) - 1× NBA All-Defensive Első csapat (1969) - 50 Greatest Players in NBA History (1996) - NBA 35th Anniversary Team (1980) - NBA 25th Anniversary Team (1971) - FIBA Hall of Fame (2007) |
| 1975 | Robert Vandivier            | G    | - Állami bajnok (Franklin High School, 1920–22) - All-State (Franklin High School, 1920, 1921, 1922) - Indiana legendás The Wonder Five csapatának kapitánya - All Mid-West (Franklin College, 1926) |
| 1976 | Tom Gola                    | G-F  | - LaSalle, Philadelphia Warriors tagja |
| 1976 | Ed Krause                   | C    | - Helms Foundation All-America (Notre Dame, 1932) - Consensus Collegiate All-America (1932, 1933, 1934) - All-Western Conference (1932, 1933, 1934) - Egyetemi történelem első játékosainak egyike, akik. 10 pont felett átlagoltak egy szezonban (1932–33) |
| 1976 | Bill Sharman                | G    | - Négyszeres NBA-bajnok (Boston Celtics, 1957, 1959–1961) - 8x NBA All-Star (1953–1960) - NBA 50th Anniversary Team. |
| 1977 | Elgin Baylor                | F    | - Minneapolis-Los Angeles Lakers erőcsatárja - NBA Az év újonca (1959) - 11x NBA All-Star (1959–1965, 1967–1970) - NBA 50th Anniversary All-Time Team. |
| 1977 | Lauren Gale                 | F    | - All Pacific Coast Conference Első csapat, 1938, 1939 - Pacific Coast Conference legtöbb pont egy szezonban, 1938, 1939 - Helms Athletic Foundation All-America, 1939 - NCAA bajnok (Oregon, 1939) |
| 1977 | William Johnson             | C    | - Big Six Conference Első csapat (Kansas, 1932, 1933) - Big Six Conference Második csapat, 1931 - College Humor All-America, 1933 - AAU All-America Második csapat, 1934 |
| 1978 | Paul Arizin                 | F    | - Villanova, Philadelphia Warriors tagja |
| 1978 | Joe Fulks                   | F    | - A Philadelphia Warriors első NBA-csillaga - a Basketball Association Of America első sztár játékosa |
| 1978 | Cliff Hagan                 | F    | - NBA bajnok (St. Louis Hawks, 1958) |
| 1978 | Jim Pollard                 | F    | - egyetemi játékos a Stanford Egyetem - Minneapolis Lakers (1950-es évek) - 5 NBA bajnoki cím (1949, 1950, 1952–1954) - 4x NBA All-Star (1951, 1952, 1954, 1955) - NCAA bajnok (Stanford, 1942). |
| 1979 | Wilt Chamberlain            | C    | - 4× NBA Most Valuable Player (1960, 1966–1968) - 2× NBA-bajnok (1967, 1972) - NBA Finals MVP (1972) - 13× NBA All-Star (1960–1969, 1971–1973) - NBA All-Star-gála MVP (1960) - 7× All-NBA Első csapat (1960–1962, 1964, 1965–1968) - 3× All-NBA Második csapat (1963, 1966, 1972) - 2× NBA All-Defensive Első csapat (1972–1973) - 7× NBA legtöbb pont a szezonban (1960–1966) - 11× NBA legtöbb lepattanó (1960–1963, 1966–1969, 1971–1973) - NBA legtöbb gólpassz a szezonban (1968) |
| 1980 | Jerry Lucas                 | F-C  | - 3x NCAA döntő, - 1960-as USA olimpiai csapat tagja |
| 1980 | Oscar Robertson             | PG   | - NBA-bajnok (1971) - NBA Most Valuable Player (1964) - 12× NBA All-Star (1961–1972) - 9× All-NBA Első csapat (1961–1969) - 2× All-NBA Második csapat (1970–1971) - NBA Az év újonca (1961) - NBA 35th Anniversary Team (1980) - 50 Greatest Players in NBA History (1996) - FIBA Hall of Fame (2009) - Első és egyike azon két játékosnak, aki tripladuplát átlagolt egy teljes szezonban (1962) |
| 1980 | Jerry West                  | G    | - 50 Greatest Players in NBA History (1996) - NBA-bajnok (1972) - NBA Finals MVP (1969 - egyetlen játékos, aki úgy nyerte el a díjat, hogy csapata kikapott) - 14x NBA All-Star (1961–'74) - NBA legtöbb pont a szezonban (1970) - karrierjének minden évében All-Star - NBA 35th Anniversary Team (1980) - 9x NBA-döntős - Olimpiai aranyérmes (1960) - az NBA logója róla van mintázva |
| 1981 | Tom Barlow                  | C    | - Szerepelt az első profi mérkőzésen az Old Madison Square Gardenben - Játszott a Hall of Fame-edző Eddie Gottlieb alatt, a Philadelphia SPHAS és Warriors tagjaként |
| 1982 | Hal Greer                   | G    | - Philadelphia 76ers játékosa - NBA All-Star |
| 1982 | Slater Martin               | G    | - NBA-bajnok (Minneapolis Lakers, St. Louis Hawks, 1950-es évek) |
| 1982 | Frank Ramsey                | F-G  | - Boston Celtics játékosa az 1950-es, 60-as években |
| 1982 | Willis Reed                 | C    | - NBA-bajnok (New York Knickerbockers, 1970) |
| 1983 | Bill Bradley                | F-G  | - 3x All-American (1963–65) - Olimpiai aranyérem (1964) - USBWA College Az év játékosa (1965) - NCAA Tournament MOP (1965) - Sullivan Award (1965) - Rhodes Scholar - European Champions Cup (most: EuroLeague) bajnok (Simmenthal Milan, 1966) - 2x NBA-bajnok (New York Knicks, 1970, 1973) - Első játékos, aki nyert oilimpiai aranyérmet, EuroLeague bajnoki címet és NBA bajnoki címet |
| 1983 | Dave DeBusschere            | F    | - All-American - Legfiatalabb NBA játékosedző (24 éves, Detroit) |
| 1983 | Jack Twyman                 | F    | - All-American (1955) - 6x NBA All-Star (1957–60, 1962–63) - 2x All-NBA Második csapat (1960, 1962) - Évekig az NBA 15 legtöbb pontot szerző játékosa között |
| 1984 | John Havlicek               | F    | - 17 év alatt több, mint 25 ezer pont |
| 1984 | Sam Jones                   | G    | - 10× NBA-bajnok (1959, 1960, 1961, 1962, 1963, 1964, 1965, 1966, 1968, 1969) |
| 1985 | Al Cervi                    | G-F  | - NBA-bajnok (Rochester Royals, Syracuse Nationals) |
| 1985 | Nate Thurmond               | C-F  | - a San Francisco Warriors védekező centere |
| 1986 | Billy Cunningham            | F    | - NBA All-Star (1969, 1970, 1971, 1972) - ABA All-Star (1973) - NBA-bajnok (1967, 1983) - ABA MVP (1973) |
| 1986 | Tom Heinsohn                | F    | - 8x NBA-bajnok (1957, 1959–65) - 6x NBA All-Star (1957, 1961-1965) - 4x All-NBA Második csapat (1961-1964) - 1957 NBA Az év újonca - Consensus NCAA All-American Első csapat (1956) |
| 1987 | Rick Barry                  | F    | - NBA-bajnok (1975) - 8× NBA All-Star (1966–1967, 1973–1978) - 5× All-NBA Első csapat (1966–1967, 1974–1976) - NBA Az év újonca (1966) - NBA legtöbb steal egy szezonban - 50 Greatest Players in NBA History (1996) |
| 1987 | Walt Frazier                | G    | - New York Knicks játékosa (1970-es évek) |
| 1987 | Bob Houbregs                | C-F  | - Helms Foundation Az év játékosa, 1953 - All-America, 1953 - All-Pacific Coast Conference, 1951–1953 - PCC bajnok, 1951–1953 |
| 1987 | Pete Maravich               | G    | - NCAA Division I minden idők legtöbb pontja - 5x NBA All-Star (1973, 1974, 1977-1979) - 2x All-NBA Első csapat (1976, 1977) - 2x All-NBA Második csapat (1973, 1978) - NBA legtöbb pont a szezonban (1977) - 2x National College Az év játékosa (1969, 1970) - 3x Consensus NCAA All-American Első csapat (1968-1970) |
| 1987 | Bobby Wanzer                | G    | - NBA-bajnok (Rochester Royals, 1951) - Legmagasabb FT% (90.4, 1952) - NBA All-Star, 1952–56 - NBA Most Valuable Player, 1953 |
| 1988 | Clyde Lovellette            | C-F  | - Játékos az 1950-es években (egyetem: Kansas, NIBL: később NBA) |
| 1988 | Bobby McDermott             | G    | - A Fort Wayne Zollner Pistons játékosa és játékosedzője a második világháború idején |
| 1988 | Wes Unseld                  | C-F  | - NBA MVP (1969) - NBA-bajnok (1978) - NBA Finals MVP (1978) - 5x NBA All-Star |
| 1989 | William Gates               | F    | - 2x WPT-bajnok (New York Rens, 1939; Washington Bears, 1943) - Egyetlen játékos, aki játszott mind a 10 WPT bajnokságban - Az első afroamerikai játékosedző a nagy bajnokságokban (1948–49 Dayton Rens, NBL) |
| 1989 | K.C. Jones                  | G    | - NCAA bajnok (USF, 1955, 1956) - Olimpiai aranyérem, 1956 - AAU All-America, 1957–58 - 8x NBA-bajnok (Boston Celtics, 1959–66) |
| 1989 | Lenny Wilkens               | G    | - Két Hall of Fame karrier, egy játékosként, egy edzőként |
| 1990 | Dave Bing                   | G    | - All-America (Syracuse University, 1966) - NBA All-Star (1968–69, 1971–76) - All-NBA Első csapat (1968, 1971) - NBA 50th Anniversary All-Time Team, 1996 |
| 1990 | Elvin Hayes                 | F-C  | - NBA-bajnok |
| 1990 | Neil Johnston               | C    | - NBA-bajnok (1956) |
| 1990 | Earl Monroe                 | G    | - a Baltimore Bullets és a New York Knickerbockers játékosa |
| 1991 | Nate Archibald              | G    | - NBA-bajnok (1981) - 6× NBA All-Star (1973, 1975–1976, 1980–1982) - 3× All-NBA Első csapat (1973, 1975–1976 ) - 2× All-NBA Második csapat (1972, 1981) - 50 Greatest Players in NBA History (1996) |
| 1991 | Dave Cowens                 | C-F  | - 2x NBA-bajnok |
| 1991 | Harry Gallatin              | F-C  | - NBA All-Star, 1951–57 - All-NBA Első csapat, 1954 - All-NBA Második csapat, 1955 - NBA Az év edzője (St. Louis, 1963) |
| 1992 | Sergei Belov                | G    | - Első beiktatott nemzetközi játékos - FIBA's 50 Greatest Players 1991 - FIBA Hall of Fame 2007 - 50 Greatest EuroLeague Contributors 2008 Szovjet válogatott tagjaként: - 4× EuroBasket Aranyérem: 1967, 1969, 1971, 1979 - EuroBasket MVP 1969 - 2× FIBA világbajnoki Gold: 1967, 1974 - FIBA világbajnoki MVP 1970 - Olimpiai aranyérem: 1972 CSKA Moscow tagjaként: - 11× Szovjet bajnok: 1969, 1970, 1971, 1972, 1973, 1974, 1976, 1977, 1978, 1979, 1980 - 2× Szovjet kupagyőztes: 1972, 1973 - 2 EuroLeague bajnok 1969, 1971 |
| 1992 | Lusia Harris-Stewart        | C    | - AIAW Nemzeti bajnok (Delta State, 1975–77) - All-American (Delta State, 1975–77) - Pan American aranyérem, 1975 - Olimpiai ezüstérem, 1976 |
| 1992 | Connie Hawkins              | F-C  | - ABA-bajnok (1968) |
| 1992 | Bob Lanier                  | C    | - All-America (1968, 1969, 1970) - NCAA Final Four, 1970 - 8x NBA All-Star (1972–75, 1977–79, 1982) - Walter J. Kennedy Citizenship Award, 1978 |
| 1992 | Nera White                  | F    | - 10x AAU bajnoki cím - 10x AAU Outstanding Player - MVP - Világbajnok, 1957–58 |
| 1993 | Walt Bellamy                | C    | - Olimpiai aranyérem: 1960 - 4× NBA-All Star (1962–1965) - NBA Az év újonca (1962) |
| 1993 | Julius Erving               | F    | - NBA-bajnok (1983) - 2× ABA bajnok (1974, 1976) - NBA MVP (1981) - 3× ABA MVP (1974–1976) - 11× NBA All-Star (1977–1987) - 5× ABA All-Star (1972–1976) - 5× All-NBA Első csapat (1978, 1980–1983) - 50 Greatest Players in NBA History (1996) |
| 1993 | Dan Issel                   | C-F  | - Több, mint 25 ezer karrierpont |
| 1993 | Dick McGuire                | G    | - NIT bajnok (1944) - Helms Foundation All-America (1944) - NCAA Final Four at Dartmouth, 1944 - NBA All-Star, 1951, 1952, 1954–56, 1958–59 |
| 1993 | Ann Meyers                  | G    | - Olimpiai ezüstérem, 1976 - All-America (1976–78) - AIAW Nemzeti bajnok, 1978 - Broderick Cup, 1978 - FIBA Hall of Fame (2007) |
| 1993 | Calvin Murphy               | G    | - NBA All-Star (1979) - NBA Első újonc csapat (1971) - J. Walter Kennedy Citizenship Award (1979) - 2× Consensus NCAA All-American Első csapat (1969–1970) - Consensus NCAA All-American Második csapat (1968) |
| 1993 | Uļjana Semjonova            | C    | - 18 évig tartó, veretlen karrier - 2x olimpiai aranyérem (1976, 1980) - 3x Világbajnok (1971, 1975, 1983) - 11 Európai Női bajnok - 16x európai női bajnoki cím - 15x szovjet bajnok - Women's Basketball Hall of Fame (1999) - FIBA Hall of Fame (2007) |
| 1993 | Bill Walton                 | C-F  | - 2× NBA-bajnok (1977, 1986) - NBA Most Valuable Player (1978) - 2× NBA All-Star (1977–1978) - NBA Finals MVP (1977 ) - All-NBA Első csapat (1977) - All-NBA Második csapat (1978 ) - 2× NBA All-Defensive Első csapat (1977–1978) - NBA Az év hatodik játékosa (1986) - 50 Greatest Players in NBA History (1996) |
| 1994 | Carol Blazejowski           | G    | - All-America at Montclair State, 1976–78 - AIAW Final Four, 1976 - Converse Women's Az év játékosa, 1977 - World University csapat, 1979 |
| 1994 | Buddy Jeannette             | G    | - WPT bajnok, 1941 - WPT MVP, 1941, 1945 - All-NBL Első csapat, 1941, 1944–46 - All-BAA Második csapat, 1942 |
| 1995 | Kareem Abdul-Jabbar         | C    | - 6× NBA-bajnok (1971, 1980, 1982, 1985, 1987–1988) - 6× NBA Most Valuable Player (1971–1972, 1974, 1976–1977, 1980) - 19× NBA All-Star (1970–1977, 1979–1989) - 2× NBA Finals MVP (1971, 1985) - 10× All-NBA Első csapat (1971–1974, 1976–1977, 1980–1981, 1984, 1986) - 5× All-NBA Második csapat (1970, 1978–1979, 1983, 1985) - 5× NBA All-Defensive Első csapat (1974–1975, 1979–1981) - 6× NBA All-Defensive Második csapat (1970–1971, 1976–1978, 1984) - NBA Az év újonca (1970) - NBA Újonc csapat (1970) - 2× NBA legtöbb pont a szezonban - NBA legtöbb lepattanó - 4× NBA NBA legtöbb blokk a szezonban - All-time leader in points - 50 Greatest Players in NBA History (1996) - 3× NCAA Men's bajnok (1967–1969) - 3× NCAA Basketball Tournament Most Outstanding Player (1967–1969) - Naismith College Az év játékosa (1969) - 2× USBWA College Az év játékosa (1967–1968) |
| 1995 | Anne Donovan                | C    | - AIAW Championship with Old Dominion University, 1979 - All-America, 1981–83 - NCAA Final Four (Old Dominion University, 1983) - Naismith Az év játékosa, 1983 - Olimpiai aranyérem (1984, 1988) - FIBA Hall of Fame (2015) |
| 1995 | Vern Mikkelsen              | F-C  | - NAIA Nemzeti bajnok, 1949 - All-America, 1949 - 6x NBA All-Star, 1951–53, 1955–57 - NBA-bajnokság (Minneapolis Lakers, 1951–53, 1955) |
| 1995 | Cheryl Miller               | F    | - NCAA-bajnok (1983, 1984) - NCAA MVP, 1983 - Naismith Az év játékosa, 1984–86 - Olimpiai aranyérem, 1984 - FIBA Hall of Fame (2010) |
| 1996 | Krešimir Ćosić              | C    | - 2× EuroBasket MVP: 1971, 1975 - 2× FIBA világbajnoki aranyérem: 1970, 1978 - 3× EuroBasket Aranyérem: 1973, 1975, 1977 - Olimpiai aranyérem: 1980 - Az év horvát sportolója 1980 - FIBA's 50 Greatest Players 1991 - National Collegiate Basketball Hall of Fame 2006 - FIBA Hall of Fame 2007 - 50 Greatest EuroLeague Contributors 2008 |
| 1996 | George Gervin               | G    | - 9× NBA All-Star (1977–1985) - NBA All-Star-gála MVP (1980) - 5× All-NBA Első csapat (1978–1982) - 2× All-NBA Második csapat (1977, 1983) - 3× ABA All-Star (1974–1976) - 2× All-ABA Második csapat (1975–1976) - ABA Újonc csapat (1973) - ABA All-Time Team - 50 Greatest Players in NBA History (1996) |
| 1996 | Gail Goodrich               | G    | - NBA-bajnok (1972) - 5× NBA All-Star (1969, 1972–1975) |
| 1996 | Nancy Lieberman             | G    | - All-America, 1978, 1979, 1980 - Olimpiai ezüstérem, 1976 - Pánamerikai játékok aranyérem, 1975 - Első női játékos, aki játszott egy férfi bajnokságban (Springfield Fame, 1986) |
| 1996 | David Thompson              | G-F  | - 4× NBA All-Star (1977–1979, 1983) - ABA All-Star (1976) - 2× All-NBA Első csapat (1977, 1978) - NBA All-Star-gála MVP (1979) - ABA All-Star-gála MVP (1976) - All-ABA Második csapat (1976) - ABA Az év újonca (1976) - ABA Első újonc csapat (1976) - Naismith College Az év játékosa (1975) - Adolph Rupp Trophy (1975) - ABA All-Time Team |
| 1996 | George Yardley              | F-G  | - Detroit Pistons játékosa |
| 1997 | Joan Crawford               | C    | - FIBA világbajnoki aranyérem (1957) - Pánamerikai játékok aranyérem (1959, 1963) - 2× AAU Most Valuable Player - AAU Hall of Fame (1961) - Helms Hall of Fame (1967) - Women's Basketball Hall of Fame (1999) |
| 1997 | Denise Curry                | F    | - FIBA aranyérem (1979, 1983) - Pánamerikai játékok aranyérem (1983) - Női kosárlabda olimpia (1984) - UCLA Athletics Hall of Fame (1994) - Women's Basketball Hall of Fame (1999) |
| 1997 | Alex English                | F    | - 8× NBA All-Star (1982–1989) - 3× All-NBA Második csapat (1982–1983, 1986) - J. Walter Kennedy Citizenship Award (1988) - NBA legtöbb pont a szezonban (1983) |
| 1997 | Bailey Howell               | F    | - 2× NBA-bajnok (1968–1969) - 6× NBA All-Star (1961–1964, 1966–1967) - All-NBA Második csapat (1963) |
| 1998 | Larry Bird                  | F    | - Olimpiai aranyérem: 1992 - 3× NBA-bajnok (1981, 1984, 1986) - 3× NBA Most Valuable Player (1984–1986) - 12× NBA All-Star (1980–1988, 1990–1992) - 2× NBA Finals MVP (1984, 1986) - 9× All-NBA Első csapat (1980–1988) - All-NBA Második csapat (1990) - 3× NBA All-Defensive Második csapat (1982–1984) - NBA Az év újonca (1980) - NBA Újonc csapat (1980) - 50 Greatest Players in NBA History (1996) - AP Az év sportolója (1986) - A "Dream Team" tagja, akiket csapatként beiktattak 2010-ben |
| 1998 | Marques Haynes              | G    | - Harlem Globetrotters játékosa |
| 1998 | Arnie Risen                 | C    | - 2× NBA-bajnok (1951, 1957) - 4× NBA All-Star (1952–55) - 9× All-BAA Második csapat (1949) |
| 1999 | Kevin McHale                | F    | - 3× NBA-bajnok (1981, 1984, 1986) - 7× NBA All-Star (1984, 1986–1991) - 2× NBA Az év hatodik játékosa (1984–1985) - All-NBA Első csapat (1987) - 3× NBA All-Defensive Első csapat (1986–1988) - 3× NBA All-Defensive Második csapat (1983, 1990–1991) - NBA Újonc csapat (1981) - Pánamerikai játékok aranyérem: 1979 - 50 Greatest Players in NBA History (1996) |
| 2000 | Bob McAdoo                  | C-F  | - 2× NBA-bajnok (1982, 1985) - NBA Most Valuable Player (1975) - 2× FIBA European Champions Cup (EuroLeague) bajnok (1987, 1988) - EuroLeague Final Four MVP (1988) - 5× NBA All-Star (1974–1978) - All-NBA Első csapat (1975) - All-NBA Második csapat (1974) - NBA Az év újonca (1973) - NBA Újonc csapat (1973) |
| 2000 | Isiah Thomas                | G    | - 2× NBA-bajnok (1989–1990) - 12× NBA All-Star (1982–1993) - NBA Finals MVP (1990) - 3× All-NBA Első csapat (1984–1986) - 2× All-NBA Második csapat (1983, 1987) - 3× NBA All-Defensive Első csapat (1986–1988) - NBA Újonc csapat (1982) - USA Basketball Az év férfi sportolója (1980) - Pánamerikai játékok aranyérmes: 1979 - 50 Greatest Players in NBA History (1996) |
| 2001 | Moses Malone                | C    | - NBA-bajnok (1983) - 3× NBA Most Valuable Player (1979, 1982–1983) - 13× NBA All-Star (1975, 1978–1989) - NBA Finals MVP (1983) - 4× All-NBA Első csapat (1979, 1982–1983, 1985) - 4× All-NBA Második csapat (1980–1981, 1984, 1987) - NBA All-Defensive Első csapat (1983) - NBA All-Defensive Második csapat (1979) - 50 Greatest Players in NBA History (1996) |
| 2002 | Magic Johnson               | G    | - Olimpiai aranyérem: 1992 - NCAA-bajnok (Michigan State, 1979) - NCAA Tournament Most Outstanding Player - 12× NBA All-Star (1979) - 5× NBA-bajnok (1980,1982,1985,1987,1988) - 3× NBA Finals MVP (1980, 1982, 1987) - 3× NBA MVP (1987,1989,1990) - 9× All-NBA Első csapat - All-NBA Második csapat - 4× NBA legtöbb gólpassz a szezonban - 2× NBA Legtöbb steal a szezonban - NBA Újonc csapat (1980) - A "Dream Team" tagja, akiket csapatként beiktattak 2010-ben - 50 Greatest Players in NBA History (1996) |
| 2002 | Dražen Petrović             | G    | - FIBA világbajnoki Gold: 1990 - EuroBasket Aranyérem: 1989 - 3× Olimpiai érmes (ezüst: Jugoszlávia, 1988, Horvátország, 1992; bronz: Jugoszlávia, 1984) - 2× EuroLeague bajnok (1985, 1986) - 2× Európai kupagyőztesek kupája (1987, 1989) - FIBA világbajnoki MVP (1986) - EuroBasket MVP (1989) - 4× Euroscar (1986, 1989, 1992, 1993) - 2× Mr. Europa (1986, 1993) - FIBA's 50 Greatest Players in 1991 - All-NBA Harmadik csapat (1993) - FIBA Hall of Fame (2007) |
| 2003 | Dino Meneghin               | C    | - EuroBasket Aranyérem: 1983 - Olimpiai ezüst: 1980 - 7× EuroLeague bajnok (1970, 1972, 1973, 1975, 1976, 1987, 1988) - 2× European Cup Winners' Cup Winner (1967, 1980) - Korać kupagyőztes (1985) - Euroscar (1983) - 2× Mr. Europa (1980, 1983) - 12× Olasz bajnok (1969, 1970, 1971, 1973, 1974, 1977, 1978, 1982, 1985, 1986, 1987, 1989) - 6× Olasz kupagyőztes (1969, 1970, 1971, 1973, 1986, 1987) - FIBA's 50 Greatest Players in 1991 - Olasz Hall of Fame (2006) - 50 Greatest EuroLeague Contributors (2008) - FIBA Hall of Fame (2010) |
| 2003 | Robert Parish               | C    | - 4× NBA-bajnok (1981, 1984, 1986, 1997) - 9× NBA All-Star (1981–1987, 1990–1991) - All-NBA Második csapat (1982) - All-NBA Harmadik csapat (1987) - 50 Greatest Players in NBA History (1996) |
| 2003 | James Worthy                | F    | - 3× NBA-bajnok (1985, 1987–1988) - 7× NBA All-Star (1986–1992) - NBA Finals MVP (1988) - 2× All-NBA Harmadik csapat (1990–1991) - NBA Újonc csapat (1983) - 50 Greatest Players in NBA History (1996) |
| 2004 | Dražen Dalipagić            | F    | - FIBA világbajnoki arany: 1978 - 3× EuroBasket Aranyérem: 1973, 1975, 1977 - Olimpiai aranyérem: 1980 - FIBA Korać kupa győztes - Az év sportolója (1978) - Euroscar (1980) - FIBA's 50 Greatest Players in 1991 - FIBA Hall of Fame (2007) |
| 2004 | Clyde Drexler               | G    | - 1× NBA-bajnok (Houston Rockets, 1995) - Olimpiai aranyérem: 1992 - 10× NBA All-Star (1986, 1988–1993, 1994, 1996, 1997) - 1× All-NBA Első csapat (1992) - 2× All-NBA Második csapat (1988, 1991) - 2× All-NBA Harmadik csapat (1990, 1995) - A "Dream Team" tagja, akiket csapatként beiktattak 2010-ben - 50 Greatest Players in NBA History (1996) |
| 2004 | Maurice Stokes              | F-C  | - 3× NBA All-Star(1956–58) - 3× All-NBA Második csapat (1956–58) - NBA Az év újonca (1956) |
| 2004 | Lynette Woodard             | G    | - Olimpiai aranyérem (1984) - FIBA világbajnok (1990) - Women's Basketball Hall of Fame (2005) |
| 2005 | Hortencia de Fatima Marcari | G    | - Először 15 éves korában játszott a brazil válogatottban - Pánamerikai játékok aranyérem (1991) - FIBA világbajnok (1994) - Olimpiai ezüstérmes (1996) - Women's Basketball Hall of Fame (2002) - FIBA Hall of Fame (2007) |
| 2006 | Charles Barkley             | F    | - 2× Olimpiai aranyérem: 1992, 1996 - NBA Most Valuable Player (1993) - FIBA Americas aranyérem: 1992 - 11× NBA All-Star (1987–1997) - 5× All-NBA Első csapat (1988–1991, 1993) - 5× All-NBA Második csapat (1986–1987, 1992, 1994–1995) - All-NBA Harmadik csapat (1996) - NBA Újonc csapat (1985) - NBA All-Star-gála MVP (1991) - 50 Greatest Players in NBA History (1996) - A "Dream Team" tagja, akiket csapatként beiktattak 2010-ben |
| 2006 | Joe Dumars                  | G    | - 2× NBA-bajnok (1989–1990) - NBA Finals MVP (1989) - 6× NBA All-Star (1990–1993, 1995, 1997) - All-NBA Második csapat (1993) - 2× All-NBA Harmadik csapat (1990–1991) - 4× NBA All-Defensive Első csapat (1989–1990, 1992–1993) - NBA All-Defensive Második csapat (1991) - NBA Újonc csapat (1986) - FIBA Világbajnoki arany: (1994) |
| 2006 | Dominique Wilkins           | F    | - EuroLeague bajnok (1996) - 9× NBA All Star (1986–1994) - NBA legtöbb pont a szezonban (1986) - All-NBA Első csapat (1986) - 4× All-NBA Második csapat (1987–1988, 1991, 1993) - 2× All-NBA Harmadik csapat (1989, 1994) - Görög kupagyőztes (1996) - Görög kupa MVP (1996) - EuroLeague Final Four MVP (1996) - NBA Újonc csapat (1983) - FIBA Világbajnoki arany: (1994) |
| 2008 | Adrian Dantley              | F    | - 6× NBA All-Star (1980–1982, 1984–1986) - 2× All-NBA Második csapat (1981,1984) - NBA Az év újonca (1977) - NBA Első újonc csapat (1977) |
| 2008 | Patrick Ewing               | C    | - 2× Olimpiai aranyérem: 1984, 1992 - FIBA Americas aranyérem: 1992 - 11× NBA All-Star (1986, 1988–1997) - All-NBA Első csapat (1990) - 6× All-NBA Második csapat (1988–1989, 1991–1993, 1997) - 3× NBA All-Defensive Második csapat (1988–1989, 1992) - NBA Az év újonca (1986) - NBA Első újonc csapat (1986) - NCAA Men's bajnok (1984) - NCAA Basketball Tournament Most Outstanding Player (1984) - Naismith College Az év játékosa (1985) - Adolph Rupp Trophy (1985) - A "Dream Team" tagja, akiket csapatként beiktattak 2010-ben - 50 Greatest Players in NBA History |
| 2008 | Hakeem Olajuwon             | C    | - 2× NBA-bajnok (1994, 1995) - Olimpiai aranyérem: 1996 - NBA MVP (1994) - 12× NBA All-Star (1985–1990, 1992–1997) - 2× NBA Finals MVP (1994, 1995) - 2× NBA Az év védekező játékosa (1993–1994) - 6× All-NBA Első csapat (1987–1989, 1993–1994, 1997) - 3× All-NBA Második csapat (1986, 1990, 1996) - 3× All-NBA Harmadik csapat (1991, 1995, 1999) - 5× NBA All-Defensive Első csapat (1987–1988, 1990, 1993–1994) - 4× NBA All-Defensive Második csapat (1985, 1991, 1996–1997) - 2× NBA legtöbb lepattanó a szezonban (1989, 1990) - 3× NBA legtöbb blokk a szezonban (1990, 1991, 1993) - NBA Újonc csapat (1985) - 50 Greatest Players in NBA History - FIBA Hall of Fame (2016) |
| 2009 | Michael Jordan              | G    | - 6× NBA-bajnok (Chicago Bulls, 1991–1993, 1996–1998) - 5× NBA MVP (1988, 1991–92, 1996, 1998) - 14× NBA All-Star (1985–1993, 1996–1998, 2002–2003) - 6× NBA Finals MVP (rekord)(1991–93, 1996–98) - 10× All-NBA Első csapat (1987–1993, 1996–1998) - 9× NBA All-Defensive Első csapat (1988–1993, 1996–1998) - 1× NBA Az év védekező játékosa (1988) - NBA Első újonc csapat (1985) - NBA Az év újonca (1985) - 10× NBA legtöbb pont a szezonban (rekord)(1987–1993, 1996–1998) - 3× NBA legtöbb steal a szezonban (1988, 1990, 1993) - NCAA Men's bajnok (1982) - Naismith-díj (1984) - 2× Olimpiai aranyérem: 1984, 1992 - FIBA Americas aranyérem: 1992 - Pánamerikai játékok aranyérem: 1983 - 2× USA Basketball Az év férfi sportolója (1983, 1984) - A "Dream Team" tagja, akiket csapatként beiktattak 2010-ben - 50 Greatest Players in NBA History - FIBA Hall of Fame (2015) |
| 2009 | David Robinson              | C    | - 2× NBA-bajnok (1999, 2003) - 1× NBA MVP (1995) - 10× NBA All-Star (1990–96, 1998, 2000–01) - 4× All-NBA Első csapat (1991–92, 1995–96) - 2× All-NBA Második csapat (1994, 1998) - 4× All-NBA Harmadik csapat (1990, 1993, 2000–01) - 1× NBA Az év védekező játékosa (1992) - 4× NBA All-Defensive Első csapat (1991–92, 1995–96) - 4× NBA All-Defensive Második csapat (1990, 1993–94, 1998) - NBA Az év újonca (1990) - NBA Első újonc csapat (1990) - 3× Olimpiai aranyérem: 1992, 1996, bronz: 1988 - FIBA világbajnoki arany: (1986) - Pánamerikai játékok ezüstérem: 1987 - USA Basketball Az év férfi sportolója (1986) - A "Dream Team" tagja, akiket csapatként beiktattak 2010-ben - 50 Greatest Players in NBA History (1996) - FIBA Hall of Fame (2013) |
| 2009 | John Stockton               | G    | - 10× NBA All-Star (1989–1997, 2000) - 2× All-NBA Első csapat - 6× All-NBA Második csapat - 3× All-NBA Harmadik csapat - 5× NBA All-Defensive Második csapat - 9× NBA legtöbb gólpassz a szezonban - 2× NBA Legtöbb steal a szezonban - NBA All-Star MVP (1993) - 2× Olimpiai aranyérem: 1992, 1996 - A "Dream Team" tagja, akiket csapatként beiktattak 2010-ben - 50 Greatest Players in NBA History - Legtöbb gólpassz az NBA történetében - Legtöbb steal az NBA történetében |
| 2010 | Cynthia Cooper-Dyke         | G    | - 2× NCAA-bajnok (USC, 1983, 1984) - Olimpiai aranyérem (1988) - 4× WNBA-bajnok (Houston Comets, 1997–2000) - 2× WNBA MVP (1997, 1998) - 3× WNBA All-Star (1999, 2000, 2003) - 3× WNBA legtöbb pont a szezonban (1997–1999) |
| 2010 | Dennis Johnson              | G    | - 5× NBA All-Star (1979–82, 1985) - All-NBA Első csapat (1979) - NBA Finals MVP (1979) - 6× NBA All-Defensive Első csapat (1979–83, 1987) - 3× NBA-bajnok (Seattle SuperSonics, 1979; Boston Celtics, 1984, 1986) |
| 2010 | Gus Johnson                 | F    | - 5× NBA All-Star (1965, 1968–71) - 4× All-NBA Második csapat (1965–66, 1970–71) - 2× NBA All-Defensive Első csapat (1970–71) - NBA Első újonc csapat (1964) - ABA-bajnok (Indiana Pacers, 1973) |
| 2010 | Karl Malone                 | F    | - 14× NBA All-Star (1988–1998, 2000–2002) - 2× NBA MVP (1997, 1999) - 11× All-NBA Első csapat (1989–1999) - 2× All-NBA Második csapat (1988, 2000) - 1× All-NBA Harmadik csapat (2001) - 3× NBA All-Defensive Első csapat (1997–1999) - 1× NBA All-Defensive Második csapat (1988) - NBA Újonc csapat (1986) - 2× NBA All-Star MVP (1989, 1993) - 50 Greatest Players in NBA History (1996) - 2× Olimpiai aranyérem: 1992, 1996 - A "Dream Team" tagja, akiket csapatként beiktattak 2010-ben |
| 2010 | Ubiratan Pereira Maciel     | C    | - négy olimpián szerepelt Brazília színeiben (bronz: 1964) - FIBA aranyérem (1963) - Pánamerikai játékok aranyérem (1971) - FIBA Dél-Amerikai játékok aranyérem (1963, 1968, 1971, 1973, 1977) - 5× Brazil bajnok (1965, 1966, 1969, 1977, 1981) - FIBA Order of Merit (1994) - FIBA's 50 Greatest Players in 1991 - FIBA Hall of Fame (2009) |
| 2010 | Scottie Pippen              | F    | - 6× NBA-bajnok (1991–1993, 1996–1998) - 7× NBA All-Star (1990, 1992–1997) - 1× NBA All-Star-gála MVP (1994) - 3× All-NBA Első csapat (1994–1996) - 2× All-NBA Második csapat (1992, 1997) - 2× All-NBA Harmadik csapat (1993, 1998) - 8× NBA All-Defensive Első csapat (1992–1999) - 2× NBA All-Defensive Második csapat (1991, 2000) - NBA steal bajnok - 50 Greatest Players in NBA History (1996) - 2× Olimpiai aranyérem: 1992, 1996 - USA Basketball Az év férfi sportolója (1996) - A "Dream Team" tagja, akiket csapatként beiktattak 2010-ben |
| 2011 | Dennis Rodman               | F    | - 5× NBA-bajnok (1989–1990, 1996–1998) - 2× NBA Az év védekező játékosa (1990–1991) - 2× NBA All-Star (1990, 1992) - 2× All-NBA Harmadik csapat (1992, 1995) - 7× NBA All-Defensive Első csapat (1989–1993, 1995–1996) - NBA All-Defensive Második csapat (1994) - 7× NBA legtöbb lepattanó a szezonban (1991–98) |
| 2011 | Chris Mullin                | F    | - 5× NBA All-Star (1989–1993) - All-NBA Első csapat (1992) - 2× All-NBA Második csapat (1989, 1991) - All-NBA Harmadik csapat (1990) - 2× Olimpiai aranyérem: 1984, 1992 - Pánamerikai játékok aranyérmes: 1983 - A "Dream Team" tagja, akiket csapatként beiktattak 2010-ben - 1× USBWA College Az év játékosa (1985) - John R. Wooden-díj (1985) |
| 2011 | Arvydas Sabonis             | C    | - 3× olimpiai érem (arany, USSR, 1988; bronz, Litvánia, 1992 és 1996) - 2× FIBA világbajnoki érem (arany: 1982, ezüst: 1986) - 4× EuroBasket aranyérmes: 1985, ezüst: 1995, bronz: 1983, 1989 - EuroBasket MVP (1985) - 2× Spanyol ACB MVP (1994, 1995) - 2× Spanyol ACB Finals MVP (1993, 1994) - EuroLeague Final Four MVP (1995) - NBA Első újonc csapat (1996) - EuroLeague Alapszakasz és Top 16 MVP (2004) - 6× Euroscar (1984, 1985, 1988, 1995, 1997, 1999) - 2× Mr. Europa (1985, 1997) - FIBA's 50 Greatest Players in 1991 - 50 Greatest EuroLeague Contributors (2008) - FIBA Hall of Fame (2010) |
| 2011 | Artis Gilmore               | C    | - ABA All-Time Team (1997) - ABA MVP (1972) - ABA Az év újonca (1972) - 5× ABA All-Star (1972–76) - 5× All-ABA First Team (1972–76) - 5× ABA All-Defensive Első csapat (1972–76) - ABA All-Star Game MVP (1974) - ABA Rájátszás MVP (1975) - 6× NBA All-Star (1978, 1979, 1981–83, 1986) - NBA All-Defensive Második csapat (1978) |
| 2011 | Teresa Edwards              | G    | - 5× olimpiai érem (arany: 1984, 1988, 1996, 2000; bronz: 1992) - Women's Basketball Hall of Fame (2010) - NCAA Silver Anniversary-díj (2011) - FIBA Hall of Fame (2013) |
| 2011 | Goose Tatum                 | F    | - A Harlem Globetrotters tagja, akiket csapatként beiktattak 2002-ben |
| 2012 | Mel Daniels                 | C    | - ABA Az év újonca (1968) - 2× ABA Most Valuable Player (1969, 1971) - 3× ABA-bajnok (Indiana Pacers, 1970, 1972, 1973) - 7× ABA All-Star |
| 2012 | Katrina McClain             | F    | - 2× Kodak All-America (Georgia, 1986, 1987) - WBCA Az év játékosa (1987) - 2× Olimpiai aranyérem (Team USA - 1988, 1996) - 2× Világbajnoki aranyérem (1986, 1990) - 2× USA Basketball Az év női sportolója |
| 2012 | Reggie Miller               | G    | - Visszavonulásakor a legtöbb hárompontos az NBA történetében (2,560) - 5× NBA All-Star - 3× All-NBA Harmadik csapat - J. Walter Kennedy Citizenship Award (2004) - FIBA Basketball Világbajnoki arany: 1994 - Olimpiai aranyérem: 1996 - USA Basketball Az év férfi sportolója (2002) |
| 2012 | Ralph Sampson               | C    | - 3× Naismith-díj (Virginia, 1981, 1982, 1983) - 2× Wooden-díj (1982, 1983) - 3× Consensus All-American első csapat (1981–1983) - 4× NBA All-Star - NBA All-Star-gála MVP (1985) |
| 2012 | Chet Walker                 | F    | - Consensus All-America első csapat (Bradley, 1962) - NBA Újonc csapat (1963) - 7× NBA All-Star - NBA-bajnok (Philadelphia 76ers, 1967) |
| 2012 | Jamaal Wilkes               | F    | - 3× Academic All-America (UCLA, 1972, 1973, 1974) - Consensus All-American első csapat (1974) - NBA Az év újonca (1975) - 3× NBA All-Star - 4× NBA-bajnok (Golden State Warriors, 1975; Los Angeles Lakers, 1980, 1982, 1985) |
| 2013 | Roger Brown                 | G-F  | - ABA Rájátszás MVP (1970) - 4× ABA All-Star - All-ABA First Team (1971) - 3× ABA-bajnok (Indiana Pacers, 1970, 1972, 1973) |
| 2013 | Bernard King                | F    | - 4× NBA All Star - 2× All-NBA Első csapat - NBA legtöbb pont a szezonban (1985) - NBA Újonc csapat |
| 2013 | Gary Payton                 | G    | - NBA-bajnok (Miami Heat, 2006) - 9× NBA All-Star - 2× All-NBA Első csapat - NBA Az év védekező játékosa - 9× NBA All-Defensive Első csapat - NBA legtöbb steal a szezonban - 2× Olimpiai aranyérem: 1996, 2000 - 2× FIBA Americas aranyérem (1999), ezüstérem (1989) |
| 2013 | Richie Guerin               | G    | - 6× NBA All-Star - 3× All-NBA Második csapat |
| 2013 | Dawn Staley                 | G    | - 2× Naismith-díj (Virginia, 1991, 1992) - 6× WNBA All-Star - 2× ABL All-Star - 3× Olimpiai aranyérmes (1996, 2000, 2004) |
| 2013 | Oscar Schmidt               | F    | - Legtöbb pont a FIBA Világbajnokság történetében - Legtöbb pont a FIBA Világbajnokságon - 3× Legtöbb pont az Olimpián (1988, 1992, 1996) - 1× FIBA Világbajnokság legtöbb pont (1990) - 16× Legtöbb pont különböző ligákban (8× Brazília, 7× Olaszország, 1× Spanyolország) - Pánamerikai játékok aranyérem (1987) - Minden idők leghosszabb karrierje (29 év) - FIBA's 50 Greatest Players (1991) - FIBA Hall of Fame (2010) - Olasz Hall of Fame (2017) |
| 2014 | Šarūnas Marčiulionis        | G    | - 3× Olimpiai érmek (Arany: Szovjetunió, 1988, bronz: Litvánia, 1992 és 1996) - 3× EuroBasket ezüstérmes: 1987, 1995, bronzérmes: 1989 - EuroBasket MVP (1995) - Mr. Europa (1988) - 4× Az év litván sportembere (1987, 1989, 1990, 1991) - FIBA's 50 Greatest Players (1991) - A litván bajnokság alapítója - FIBA Hall of Fame (2015) |
| 2014 | Alonzo Mourning             | C    | - Olimpiai aranyérem: 2000 - 2× FIBA Világbajnok aranyérmes: 1994 bronzérmes: 1990 - Consensus All-American Első csapat (Georgetown, 1992) - Consensus All-American Második csapat (1990) - All-American Harmadik csapat – NABC (1991) - 7× NBA All-Star (1994–1997, 2000–2002) - All-NBA Első csapat (1999) - All-NBA Második csapat (2000) - 2× NBA Az év védekező játékosa (1999, 2000) - 2× NBA All-Defensive Első csapat (1999–2000) - 2× NBA NBA legtöbb blokk a szezonban (1999–2000) - NBA Első újonc csapat (1993) - J. Walter Kennedy Citizenship Award (2002) - NBA-bajnok (Miami Heat, 2006) |
| 2014 | Mitch Richmond              | G    | - 6× NBA All-Star - NBA Az év újonca (1988) - 3× All-NBA Második csapat - NBA-bajnok (Los Angeles Lakers, 2002) - 2× Olimpiai bronz és aranyérem (bronz: 1988, arany: 1996) |
| 2014 | Guy Rodgers                 | G    | - 3× MVP in the Philadelphia Big 5 - Consensus All-American Első csapat (Temple, 1958) - Consensus All-American Második csapat (1957) - NCAA All-Tournament Team (1958) - 4× NBA All-Star - 2× NBA legtöbb gólpassz a szezonban |
| 2015 | Louie Dampier               | G    | - ABA All-Time Team (1997) - ABA Első újonc csapat (1968) - 7× ABA All-Star - 4× All-ABA Második csapat - ABA bajnok (Kentucky Colonels, 1975) - AP All-America Első csapat, 1966 - 2× Consensus All-American Második csapat (1966, 1967) |
| 2015 | Spencer Haywood             | F    | - Olimpiai aranyérem: 1968 - ABA All-Time Team (1997) - ABA Első újonc csapat (1970) - ABA Az év újonca (1970) - ABA MVP (1970) - ABA All-Star-gála MVP (1970) - ABA All-Star - All-ABA Első csapat - NBA-bajnok (Los Angeles Lakers, 1980) - 4× NBA All-Star (1972–1975) - 2× All-NBA Első csapat - 2× All-NBA Második csapat |
| 2015 | John Isaacs                 | G    | - WPBT-bajnok (1939, 1943) - WPBT Második csapat (1943) - Utica Pics MVP (1947) - New York City Basketball Hall of Fame (1992) |
| 2015 | Lisa Leslie                 | C    | - Naismith-díj (USC, 1994) - Kodak All-America (1994) - 8× WNBA All-Star - 3× WNBA All-Star-gála MVP - 4× Olimpiai aranyérmes (1996, 2000, 2004, 2008) - 3× WNBA MVP (2001, 2004, 2006) - 2× WNBA-bajnok (Los Angeles Sparks, 2001, 2002) - 2× WNBA Finals MVP - 8× All-WNBA Első csapat - 4× All-WNBA Második csapat - 2× WNBA Az év védekező játékosa - 2× All-Defensive First Team - 2× All-Defensive Second Team |
| 2015 | Dikembe Mutombo             | C    | - 8× NBA All-Star (1992, 1995–1998, 2000–2002) - All-NBA Második csapat (2001) - 2× All-NBA Harmadik csapat (1998, 2002) - 4× NBA Az év védekező játékosa (1995, 1997, 1998, 2001) - 3× All-NBA Defensive First Team (1997–1998, 2001) - 3× NBA All-Defensive Második csapat (1995, 1999, 2002) - NBA Első újonc csapat (1992) - 2× NBA legtöbb lepattanó a szezonban - 3× NBA NBA legtöbb blokk a szezonban - 2× J. Walter Kennedy Citizenship Award (2001, 2009) - All-American Harmadik csapat – AP, UPI (1991) |
| 2015 | Jo Jo White                 | G    | - Olimpiai aranyérem: 1968 - 2× NBA-bajnok (1974, 1976) - 7× NBA All Star - NBA Finals MVP (1976) - 2× All-NBA Második csapat - NBA Első újonc csapat (1970) - 2× Consensus All-American Második csapat (1968, 1969) - The Sporting News First Team All-America (1968, 1969) |
| 2016 | Jao Ming                    | C    | - 8× NBA All-Star - 2× All-NBA Második csapat - 3× All-NBA Harmadik csapat - NBA Első újonc csapat (2003) - CBA bajnok (2002) - CBA MVP (2001) - CBA Finals MVP (2002) - 3× FIBA Ázsia-kupa MVP (2001, 2003, 2005) - FIBA Világbajnokság legtöbb pont (2006) |
| 2016 | Cumberland Posey            | G    | - 1900-as, 1920-as évek legjobb kosárlabdázója - megalapította, irányította és játszott Loendi Big Five-ban, az 1920-as évek legdominánsabb kosárlabda csapatában - sorozatban négy Colored Basketball World Championship bajnoki cím |
| 2016 | Sheryl Swoopes              | G    | - Az első játékos, aki szerződést kötött a WNBA-ben. - 3× WNBA MVP - 4× WNBA-bajnok - 6× WNBA All-Star - 5× All-WNBA Első csapat - 2× All-WNBA Második csapat - 2× WNBA legtöbb pont a szezonban - 2× WNBA legtöbb steal a szezonban - 2× WNBA Az év védekező játékosa - 2× All-Defensive Első csapat - 3× Olimpiai aranyérmes |
| 2016 | Zelmo Beaty                 | C    | - 2× NBA All-Star - NBA Első újonc csapat (1963) - 3× ABA All-Star - ABA All-Time Team |
| 2016 | Shaquille O'Neal            | C    | - 4× NBA-bajnok (2000, 2001, 2002, 2006) - 3× NBA Finals MVP (2000–2002) - NBA Most Valuable Player (2000) - FIBA Kosárlabda világbajnokság MVP (1994) - 15× NBA All-Star (1993–1998, 2000–2007, 2009) - 3× NBA All-Star-gála MVP (2000, 2004, 2009) - 8× All-NBA Első csapat (1998, 2000–2006) - NBA Az év újonca (1993) - NBA 50th Anniversary Team - Olimpiai aranyérem: 1996 - FIBA Basketball Világbajnoki arany: 1994 - FIBA Hall of Fame (2017) |
| 2016 | Allen Iverson               | G    | - NBA Most Valuable Player (2001) - 11× NBA All-Star (2000–2010) - 3× All-NBA Első csapat (1999, 2001, 2005) - NBA Az év újonca (1997) - 4× NBA legtöbb pont a szezonban (1999, 2001, 2002, 2005) - 3× NBA Legtöbb steal a szezonban (2001–2003) - Olimpiai bronzérmes a Team USA tagjaként (2004) - FIBA Americas aranyérem (2003) |
| 2017 | Tracy McGrady               | G-F  | - 7× NBA All-Star (2001–2007) - 2× NBA legtöbb pont a szezonban (2003, 2004) - 2× All-NBA Első csapat (2002, 2003) - 3× All-NBA Második csapat (2001, 2004, 2007) - 2× All-NBA Harmadik csapat (2005, 2008) - NBA Legtöbbet fejlődött játékos (2001) - Mr. Basketball USA (1997) - FIBA Americas aranyérem (2003) |
| 2017 | Nikos Galis                 | G    | - 2× EuroBasket aranyérmes: 1987, Silver: 1989 - EuroBasket MVP (1987) - 4× EuroBasket legtöbb pont a szezonban (1983, 1987, 1989, 1991) - FIBA Világbajnokság legtöbb pont (1986) - 8× EuroLeague legtöbb pont a szezonban (1986–1992, 1994) - EuroLeague legtöbb gólpassz a szezonban (1994) - 5× Görög liga MVP (1988–1992) - 5× Görög liga Finals MVP (1987–1991) - 5× Greek Cup Finals Top Scorer (1987, 1989, 1990, 1992, 1993) - 11× Görög liga legtöbb pont a szezonban (1981–1991) - Euroscar (1987) - Mr. Europa (1987) - FIBA's 50 Greatest Players in 1991 - FIBA Hall of Fame (2007) - 50 Greatest EuroLeague Contributors (2008) |
| 2017 | George McGinnis             | F-C  | - ABA rájátszás Most Valuable Player (1973) - ABA Most Valuable Player (1975) - 3× NBA All-Star (1976, 1977, 1979) - All-NBA Első csapat (1976) - All-NBA Második csapat (1977) - 3× ABA All-Star (1973–1975) - 2× All-ABA First Team (1974, 1975) - All-ABA Második csapat (1973) - ABA Első újonc csapat (1972) - ABA All-Time Team - Mezszám visszavonultatva (Indiana Pacers - 30) - All-American Harmadik csapat – AP, NABC, UPI (1971) - Mr. Basketball USA 1969 |
| 2018 | Ray Allen                   | G    | - Legtöbb hárompontos az NBA történetében (2,973) - 2× NBA-bajnok (2008, 2013) - 10× NBA All-Star (2000–2002, 2004–2009, 2011) - All-NBA Második csapat (2005) - All-NBA Harmadik csapat (2001) - NBA Sportember díj (2003) - NBA Three-Point Shootout bajnok (2001) - NBA Második újonc csapat (1997) - Consensus All-American első csapat (1996) - UPI Az év játékosa (1996) - Big East Az év játékosa (1996) - 2× First-team All-Big East (1995, 1996) - USA Basketball Az év férfi sportolója (1995) - Olimpiai aranyérem: 2000 |
| 2018 | Maurice Cheeks              | G    | - NBA-bajnok (1983) - 4× NBA All-Star (1983, 1986–1988) - 4× NBA All-Defensive Első csapat (1983–1986) - NBA All-Defensive Második csapat (1987) - Mezszám visszavonultatva (Philadelphia 76ers - 10) |
| 2018 | Grant Hill                  | F    | - 7× NBA All-Star (1995–1998, (2000–2001, 2005) - All-NBA Első csapat (1997) - 4× All-NBA Második csapat (1996, 1998–2000) - NBA Az év újonca (döntetlen) (1995) - NBA Első újonc csapat (1995) - 3× NBA Sportember díj (2005, 2008, 2010) - 2× NCAA-bajnok (1991, 1992) - Consensus All-American első csapat (1994) - Consensus All-American második csapat (1993) - ACC Az év játékosa (1994) - NABC Az év védekező játékosa (1993) - Olimpiai aranyérem: 1996 - Mezszám visszavonultatva (Duke - 33) |
| 2018 | Jason Kidd                  | G    | - NBA-bajnok (2011) - 10× NBA All-Star (1996, 1998, 2000–2004, 2007, 2008, 2010) - 5× All-NBA Első csapat (1999–2002, 2004) - All-NBA Második csapat (2003) - 4× NBA All-Defensive Első csapat (1999, 2001, 2002, 2006) - 5× NBA All-Defensive Második csapat (2000, 2003–2005, 2007) - NBA Az év újonca (döntetlen) (1995) - 5× NBA legtöbb gólpassz a szezonban (1999–2001, 2003, 2004) - 2× NBA Sportember díj (2012, 2013) - USA Basketball Az év férfi sportolója (2007) - Mezszám visszavonultatva (Brooklyn Nets - 5; University of California - 5) - Consensus All-American első csapat (1994) - USBWA National Freshman of the Year (1993) - Pac-10 Az év játékosa (1994) - Pac-10 Az év újonca (1993) - Naismith Prep Az év játékosa (1992) - 2× Kalifornia Mr. Basketball (1991, 1992) - 2× Olimpiai aranyérem: 2000, 2008 |
| 2018 | Steve Nash                  | G    | - 2× NBA Most Valuable Player (2005, 2006) - 8× NBA All-Star (2002, 2003, 2005–2008, 2010, 2012) - 3× All-NBA Első csapat (2005–2007) - 2× All-NBA Második csapat (2008, 2010) - 2× All-NBA Harmadik csapat (2002, 2003) - 5× NBA legtöbb gólpassz a szezonban (2005–2007, 2010, 2011) - 4× 50–40–90 klub (2006, 2008–2010) - J. Walter Kennedy Citizenship Award (2007) - Phoenix Suns Ring of Honor - Mezszám visszavonultatva (Phoenix Suns - 13; Santa Clara - 11) - 2× FIBA AmeriCup MVP (1999, 2003) - Lou Marsh trófea (2005) - 3× Lionel Conacher-díj (2002, 2005, 2006) - 2× WCC Az év játékosa (1995, 1996) |
| 2018 | Katie Smith                 | G-F  | - 2× WNBA-bajnok (2006, 2008) - WNBA Finals MVP (2008) - 2× All-WNBA Első csapat (2001, 2003) - 7× WNBA All-Star (2000–2003, 2005, 2006, 2009) - WNBA legtöbb pont a szezonban (2001) - WNBA's All-Decade Team (2006) - WNBA's Top 15 Players of All Time (2011) - WNBA Top 20@20 (2016) - Big Ten Az év játékosa (1996) - Chicago Tribune Silver Basketball (1996) - 3× Olimpiai aranyérem: 2000, 2004, 2008 - 3× Világbajnoki arany: 1998, 2002 bronz: 2006 |
| 2018 | Tina Thompson               | F    | - 4× WNBA-bajnok (1997, 1998, 1999, 2000) - 9× WNBA All-Star (1999–2003, 2006, 2007, 2009, 2013) - WNBA All-Star-gála MVP (2000) - 3× All-WNBA Első csapat (1997–1998, 2004) - 4× All-WNBA Második csapat (1999–2002) - WNBA's Top 15 Players of All Time (2011) - WNBA Top 20@20 (2016) - WNBA All-Decade Team tagja - Orosz bajnok (2007) - EuroLeague bajnok (2007) - Romanian National League champion (2010) - 2× Olimpiai aranyérem: 2004, 2008 - 2× Világbajnoki arany: 1998 bronz: 2006 |
| 2018 | Ora Mae Washington          |      | - Women's Basketball Hall of Fame (2009) |
| 2018 | Dino Rađa                   | F-C  | - 2× EuroLeague bajnok (1989, 1990) - FIBA European Selection (1991) - FIBA Korać Cup győztes (1992) - 3× Jugoszláv bajnok (1988–1990) - 2× Görög bajnok (1998, 1999) - Görög Liga Finals MVP (1998) - 2× Horvát bajnok (2002, 2003) - Jugoszláv kupagyőztes (1990) - Horvát kupagyőztes (2000) - NBA Második újonc csapat (1994) - EuroLeague Final Four MVP (1989) - FIBA's 50 Greatest Players (1991) - 50 Greatest EuroLeague Contributors (2008) - 2× Olimpiai ezüst: 1988, 1992 - 2× FIBA Világbajnoki aranyérem: 1990 Bronze: 1994 - 5x EuroBasket Aranyérem: 1989, 1991 Bronze: 1987, 1993, 1995 |
| 2018 | Charlie Scott               | G    | - NBA-bajnok (1976) - 3× NBA All-Star (1973–1975) - 2× ABA All-Star (1971, 1972) - All-ABA First Team (1971) - All-ABA Második csapat (1972) - ABA Az év újonca (1971) - ABA Első újonc csapat (1971) - ABA All-Time Team - 2× Consensus All-American második csapat (1969, 1970) - ACC Az év sportolója (1970) - College Basketball Hall of Fame (2015) - Olimpiai aranyérem: 1968 |
| 2019 | Carl Braun                  | G    | - NBA-bajnok (1962) - 5× NBA All-Star (1953–1957) - All-BAA Második csapat (1948) - All-NBA Második csapat (1954) |
| 2019 | Chuck Cooper                | F/G  | - Első afroamerikai, akit az NBA-be draftoltak - Mezszám visszavonultatva (Duquesne - 15) - Consensus All-American második csapat (1950) |
| 2019 | Vlade Divac                 | C    | - NBA All-Star (2001) - NBA Első újonc csapat (1990) - J. Walter Kennedy Citizenship Award (2000) - Mezszám visszavonultatva (Sacramento Kings - 21) - Mister Europa Év játékosa (1989) - FIBA's 50 Greatest Players (1991) - 50 Greatest EuroLeague Contributors (2008) - 2× Olimpiai ezüst: 1988, 1996 - FIBA Világbajnoki bronzérem 1986 - 2x FIBA Világbajnoki aranyérem: 1990, 2002 - 3x EuroBasket Aranyérem: 1989, 1991, 1995 - 2x EuroBasket Bronzérem: 1987, 1999 - FIBA Hall of Fame (2010) |
| 2019 | Bobby Jones                 | F    | - NBA-bajnok (1983) - 4× NBA All-Star (1977, 1978, 1981, 1982) - 8× NBA All-Defensive Első csapat (1977–1984) - NBA All-Defensive Második csapat (1985) - NBA Az év hatodik játékosa (1983) - ABA All-Star (1976) - All-ABA Második csapat (1976) - 2× ABA All-Defensive Első csapat (1975, 1976) - ABA Első újonc csapat (1975) - Mezszám visszavonultatva (Philadelphia 76ers - 24) - Consensus All-American második csapat (1974) - Olimpiai ezüst: 1972 |
| 2019 | Sidney Moncrief             | G    | - 5x NBA All-Star (1982–1986) - All-NBA Első csapat (1983) - 4x All-NBA Második csapat (1982, 1984–1986) - 2x NBA Az év védekező játékosa (1983, 1984) - 4x NBA All-Defensive Első csapat (1983–1986) - NBA All-Defensive Második csapat (1982) - Mezszám visszavonultatva (Milwaukee Bucks - 4) - Consensus All-American első csapat (1979) - SWC Az év játékosa (1979) - College Basketball Hall of Fame (2018) |
| 2019 | Jack Sikma                  | F/C  | - NBA-bajnok (1979) - 7× NBA All-Star (1979–1985) - NBA All-Defensive Második csapat (1982) - NBA Első újonc csapat (1978) - Mezszám visszavonultva (Seattle SuperSonics - 43) - 2x NAIA All-American Első csapat (1976, 1977) - NAIA All-American Harmadik csapat (1975) - 3x CCIW Az év játékosa (1975–1977) |
| 2019 | Teresa Weatherspoon         | G    | - Első WNBA játékos 1,000 pont és 1,000 gólpassz felett - 5× WNBA All-Star (1999–2003) - 2x WNBA Az év védekező játékosa (1997, 1998) - 4× All-WNBA Második csapat (1997–2000) - WNBA's Top 15 Players of All Time (2011) - WNBA Top 20@20 (2016) - 6x Olasz All-Star (1989–1994) - Wade Trophy (1988) - Honda Sports Award (1988) - 2x Kodak All-American (1987, 1988) - America South Az év játékosa (1988) - Broderick Cup (1988) - Olimpiai aranyérem: 1988, Bronz: 1992 - Világbajnoki aranyérem: 1986 |
| 2019 | Paul Westphal               | G    | - NBA-bajnok (1974) - 5× NBA All-Star (1977–1981) - 3x All-NBA Első csapat (1977, 1979, 1980) - All-NBA Második csapat (1978) - Phoenix Suns Ring of Honor - Mezszám visszavonultatva (Phoenix Suns - 44, USC - 25) - College Basketball Hall of Fame (2018) |
| 2020 | Kobe Bryant                 | G    | - 5× NBA-bajnok (2000–2002, 2009, 2010) - 2× NBA Finals MVP (2009, 2010) - NBA Most Valuable Player (2008) - 18× NBA All-Star (1998, 2000–2016) - 4× NBA All-Star-gála MVP (2002, 2007, 2009, 2011) - 11× All-NBA Első csapat (2002–2004, 2006–2013) - 2× All-NBA Második csapat (2000, 2001) - 2× All-NBA Harmadik csapat (1999, 2005) - 9× NBA All-Defensive Első csapat (2000, 2003, 2004, 2006–2011) - 3× NBA All-Defensive Második csapat (2001, 2002, 2012) - 2× NBA legtöbb pont a szezonban (2006, 2007) - NBA Slam Dunk bajnok (1997) - NBA Második újonc csapat (1997) - Mezszám visszavonultatva (Los Angeles Lakers - 8, 24; Dallas Mavericks - 24) - Naismith Prep Az év játékosa (1996) - Parade All-American Első csapat (1996) - Parade All-American Negyedik csapat (1995) - McDonald's All-American (1996) |
| 2020 | Tim Duncan                  | F    | - 5× NBA-bajnok (1999, 2003, 2005, 2007, 2014) - 3× NBA Finals MVP (1999, 2003, 2005) - 2× NBA Most Valuable Player (2002, 2003) - 15× NBA All-Star (1998, 2000–2011, 2013, 2015) - NBA All-Star-gála MVP (2000) - 10× All-NBA Első csapat (1998–2005, 2007, 2013) - 3× All-NBA Második csapat (2006, 2008, 2009) - 2× All-NBA Harmadik csapat (2010, 2015) - 8× NBA All-Defensive Első csapat (1999–2003, 2005, 2007, 2008) - 7× NBA All-Defensive Második csapat (1998, 2004, 2006, 2009, 2010, 2013, 2015) - NBA Az év újonca (1998) - NBA Első újonc csapat (1998) - NBA Az év csapattársa (2015) - Mezszám visszavonultatva (San Antonio Spurs - 21, Wake Forest Demon Deacons - 21) - USA Basketball Az év férfi sportolója (2003) - Sports Illustrated Az év sportembere (2003) - Consensus National College Az év játékosa (1997) - 2× Consensus All-American első csapat (1996, 1997) - Chip Hilton Az év játékosa (1997) - NCAA legtöbb lepattanó (1997) - 3× NABC Az év védekező játékosa (1995–1997) - 2× ACC Az év játékosa (1996, 1997) - 3× All-ACC első csapat (1995–1997) |
| 2020 | Kevin Garnett               | F    | - NBA-bajnok (2008) - NBA Most Valuable Player (2004) - 15× NBA All-Star (1997, 1998, 2000–2011, 2013) - NBA All-Star-gála MVP (2003) - 4× All-NBA Első csapat (2000, 2003, 2004, 2008) - 3× All-NBA Második csapat (2001, 2002, 2005) - 2× All-NBA Harmadik csapat (1999, 2007) - NBA Az év védekező játékosa (2008) - 9× NBA All-Defensive Első csapat (2000–2005, 2008, 2009, 2011) - 3× NBA All-Defensive Második csapat (2006, 2007, 2012) - 4× NBA legtöbb lepattanó (2004–2007) - NBA Második újonc csapat (1996) - J. Walter Kennedy Citizenship Award (2006) - Mr. Basketball USA (1995) - 2× Parade All-American Első csapat (1994, 1995) - McDonald's All-American MVP (1995) - Illinois Mr. Basketball (1995) - Dél-Karolina Mr. Basketball (1994) - Mezszám visszavonultatva (Boston Celtics - 5) |
| 2020 | Tamika Catchings            | F    | - WNBA-bajnok (2012) - WNBA Finals MVP (2012) - WNBA MVP (2011) - 10× WNBA All-Star (2002, 2003, 2005–2007, 2009, 2011, 2013–2015) - 7× All-WNBA Első csapat (2002, 2003, 2006, 2009–2012) - 5× All-WNBA Második csapat (2004, 2005, 2007, 2013, 2015) - 5× WNBA Az év védekező játékosa (2005, 2006, 2009, 2010, 2012) - 10× WNBA All-Defensive Első csapat (2005–2013, 2015) - 2× WNBA All-Defensive Második csapat (2014, 2016) - 8× WNBA legtöbb steal egy szezonban (2002, 2005–2007, 2009–2010, 2013) - WNBA Az év újonca (2002) - Mezszám visszavonultatva (Indiana Fever - 24) - WNBA Top 20@20 (2016) - WNBA minden idők legtöbb steal-je - WNBA legtöbb pont a rájátszásban - WNBA legtöbb lepattanó a rájátszásban - WNBA legtöbb steal a rájátszásban - All-Decade Team tagja - Top 15 Team tagja - NCAA bajnok (1998) - 3× Kim Perrot Sportsmanship Award (2010, 2013, 2016) - Lengyel bajnok (2009) - 2× Török kupagyőztes (2010, 2011) |
| 2021 | Chris Bosh                  | C/F  | - 2x NBA-bajnok (2012 & 2013) - 11x NBA All-Star (2006-2016) - NBA All-Rookie First Team (2004) - 1x All-NBA Második csapat (2007) - Olimpiai bajnok: 2008 |
| 2021 | Bob Dandridge               | F/G  | - 2x NBA-bajnok (1971, 1978) - 4x NBA All-Star (1973, 1975, 1976, 1979) - NBA Első újonc csapat (1970) - 1x All-NBA Második csapat (1979) - 1x NBA All-Defensive Első csapat (1979) |
| 2021 | Yolanda Griffith            | C    | - WNBA-bajnok (Sacramento Monarchs, 2005) - WNBA-döntő MVP (2005) - WNBA MVP (1999) - WNBA Az év védekező játékosa - 8x WNBA All-Star (1999-2001, 2003-2007) - 2× All-WNBA Első csapat (1999, 2005) - 3× All-WNBA Második csapat (2000, 2001, 2004) - 2× WNBA legtöbb lepattanó (1999, 2001) - WNBA Az évtized csapata, Minden idők 15 legjobb játékosa (2011) - WNBA Top 20@20 (2016) - Az orosz liga év játékosa (2005) - 2x Olimpiai bajnok: 2000, 2004 |
| 2021 | Lauren Jackson              | F/C  | - 4× WNBL MVP (1999, 2000, 2003, 2004) - 4× WNBL-nagydöntő MVP (2002, 2003, 2006, 2010) - 5x WNBL-bajnok (1999, 2002, 2003, 2006, 2010) - 6× WNBL All-Star Five (1999–2004) - 7× WNBA All-Star (2001–2003, 2005–2007, 2009) - 3× WNBA MVP (2003, 2007, 2010) - 2× WNBA-bajnok (2004, 2010) - 3× WNBA legtöbb pont (2003, 2004, 2007) - WNBA-döntő MVP (2010) - WNBA legtöbb lepattanó (2007) - WNBA Az év védekező játékosa (2007) - 7× All-WNBA Első csapat (2003–2007, 2009, 2010) - All-WNBA Második csapat (2008) - 2× All-Defensive Első csapat (2007, 2009) - 3× All-Defensive Második csapat (2005, 2008, 2010) - 3× WNBA Peak Performer (2003, 2004, 2007) - WNBA Az évtized csapata (2006) - WNBA's Top 15 Team (2011) - WNBA Top 20@20 (2016) - Koreai liga MVP (2007) - 3x nyári olimpiai ezüst (2000, 2004, 2008) - 1x nyári olimpiai bronz (2012) |
| 2021 | Fats Jenkins                |      | Amerikai profi sportoló, aki kosárlabdázott és baseballozott is az 1920-as és 1930-as években, mikor mindkettőben magas volt a szegregáció. 1917-ben, 1918-ban és 1919-ben is a "Színesbőrűek Kosárlabda Világbajnoka" lett. A sorozatot nyolc évig minden évben megnyerte csapata, annak ellenére, hogy három különböző keretet is erősített. Mindössze 170 cm volt, de ennek ellenére kiemelkedően jó játékos volt. |
| 2021 | Toni Kukoč                  | F    | - 3× NBA-bajnok (1996–1998) - NBA Az év hatodik embere (1996) - NBA Második újonc csapat (1994) - FIBA Világbajnokság MVP (1990) - FIBA EuroBasket MVP (1991) - Minden idők 50 legjobb FIBA játékosa (1991) - 5× Euroscar Az év játékosa (1990, 1991, 1994, 1996, 1998) - 4× Mister Europa Az év játékosa (1990–1992, 1996) - 3× Euroliga-bajnok (1989–1991) - 3× Euroliga Final Four MVP (1990, 1991, 1993) - Euroliga-döntő gólkirály (1990) - FIBA European Selection (1991) - Minden idők 50 legjobb Euroliga közreműködője (2008) - Olasz bajnok (1992) - Olasz kupagyőztes (1993) - 4× Jugoszláv bajnok (1988–1991) - 2× Jugoszláv kupagyőztes (1990, 1991) - 3× Az év horvát sportolója (1989–1991) - Franjo Bučar Állami Sportdíj (1992) - FIBA U19-es Világbajnokság MVP (1987) - 2× EuroBasket aranyérmes: 1989, 1991 - 2× EuroBasket bronzérmes: 1987, 1995 - FIBA Világbajnok aranyérmes: 1990 - FIBA Világbajnok bronzérmes: 1994 - 2x Olimpiai ezüstérmes: 1988, 1992 |
| 2021 | Pearl Moore                 |      | - Legtöbb pont a női egyetemi ligák történetében (4061) - 4x AIAW Small College All-American - 30 pontot átlagolt mérkőzésenként - 127 egyetemi meccsen is legalább 10 pontot szerzett - American Women’s Sports Foundation Small College az év játékosa (1979) - Dél-Karolina AIAW Az év játékosa (1979) - Dél-Karolina Az év amatőr játékosa (1979) - 1x WBL All-Star (1981) - Dél-Karolina Sport Hírességek csarnoka (2000) |
| 2021 | Paul Pierce                 | F    | - NBA-bajnok (2008) - NBA-döntő MVP (2008) - 10x NBA All-Star (2002-2006, 2008-2012) - NBA Első újonc csapat (1999) - 1x All-NBA Második csapat (2009) - 3x All-NBA Harmadik csapat (2002, 2003, 2008) |
| 2021 | Ben Wallace                 | C    | - NBA-bajnok (2004) - 4x NBA All-Star (2003-2006) - 4x NBA Az év védekező játékosa (2002, 2003, 2005, 2006) - 3x All-NBA Második csapat (2003, 2004, 2006) - 2x All-NBA Harmadik csapat (2002, 2005) - 5x NBA All-Defensive Első csapat (2002-2006) - 1x NBA All-Defensive Második csapat (2007) - 2x NBA legtöbb lepattanó (2002, 2003) - 1x NBA legtöbb blokk (2002) - Első játékos a modern NBA történetében, akit nem választottak ki a drafton és beiktatták a Hírességek csarnokába. |
| 2021 | Chris Webber                | F    | - 5x NBA All-Star (1997, 2000-2003) - 1x All-NBA Első csapat (2001) - 3x All-NBA Második csapat (1999, 2002, 2003) - 1x All-NBA Harmadik csapat (2000) - NBA Az év újonca (1994) - NBA Első újonc csapat (1994) - 1x NBA legtöbb lepattanó (1999) |

## Beiktatott edzők listája
| Év   | Beiktatott            | Nemzetiség       |
| ---- | --------------------- | ---------------- |
| 1959 | Phog Allen            | Egyesült Államok |
| 1959 | Clifford Carlson      | Egyesült Államok |
| 1959 | Walter Meanwell       | Egyesült Államok |
| 1960 | Ernest Blood          | Egyesült Államok |
| 1960 | Frank Keaney          | Egyesült Államok |
| 1960 | Ward Lambert          | Egyesült Államok |
| 1961 | George Keogan         | Egyesült Államok |
| 1961 | Lenny Sachs           | Egyesült Államok |
| 1964 | Ken Loeffler          | Egyesült Államok |
| 1965 | Howard Hobson         | Egyesült Államok |
| 1966 | Everett Dean          | Egyesült Államok |
| 1968 | Howard Cann           | Egyesült Államok |
| 1968 | Slats Gill            | Egyesült Államok |
| 1968 | Doggie Julian         | Egyesült Államok |
| 1969 | Red Auerbach          | Egyesült Államok |
| 1969 | Henry Iba             | Egyesült Államok |
| 1969 | Adolph Rupp           | Egyesült Államok |
| 1970 | Ben Carnevale         | Egyesült Államok |
| 1972 | Edgar Diddle          | Egyesült Államok |
| 1973 | Bruce Drake           | Egyesült Államok |
| 1973 | Dutch Lonborg         | Egyesült Államok |
| 1973 | John Wooden           | Egyesült Államok |
| 1976 | Harry Litwack         | Egyesült Államok |
| 1977 | Frank McGuire         | Egyesült Államok |
| 1979 | Sam Barry             | Egyesült Államok |
| 1979 | Eddie Hickey          | Egyesült Államok |
| 1979 | Ray Meyer             | Egyesült Államok |
| 1980 | Everett Shelton       | Egyesült Államok |
| 1981 | Arad McCutchan        | Egyesült Államok |
| 1982 | Everett Case          | Egyesült Államok |
| 1982 | Clarence Gaines       | Egyesült Államok |
| 1983 | Dean Smith            | Egyesült Államok |
| 1984 | Jack Gardner          | Egyesült Államok |
| 1985 | Harold Anderson       | Egyesült Államok |
| 1985 | Marv Harshman         | Egyesült Államok |
| 1985 | Margaret Wade         | Egyesült Államok |
| 1986 | Red Holzman           | Egyesült Államok |
| 1986 | Fred Taylor           | Egyesült Államok |
| 1986 | Stan Watts            | Egyesült Államok |
| 1988 | Ralph Miller          | Egyesült Államok |
| 1991 | Bob Knight            | Egyesült Államok |
| 1992 | Lou Carnesecca        | Egyesült Államok |
| 1992 | Al McGuire            | Egyesült Államok |
| 1992 | Jack Ramsay           | Egyesült Államok |
| 1992 | Phil Woolpert         | Egyesült Államok |
| 1994 | Denny Crum            | Egyesült Államok |
| 1994 | Chuck Daly            | Egyesült Államok |
| 1994 | Cesare Rubini         | Olaszország      |
| 1995 | Alexander Gomelsky    | Oroszország      |
| 1995 | John Kundla           | Egyesült Államok |
| 1997 | Pete Carril           | Egyesült Államok |
| 1997 | Antonio Díaz-Miguel   | Spanyolország    |
| 1997 | Don Haskins           | Egyesült Államok |
| 1998 | Jody Conradt          | Egyesült Államok |
| 1998 | Alex Hannum           | Egyesült Államok |
| 1998 | Aleksandar Nikolić    | Szerbia          |
| 1998 | Lenny Wilkens         | Egyesült Államok |
| 1999 | Billie Moore          | Egyesült Államok |
| 1999 | John Thompson         | Egyesült Államok |
| 2000 | Pat Summitt           | Egyesült Államok |
| 2000 | Morgan Wootten        | Egyesült Államok |
| 2001 | John Chaney           | Egyesült Államok |
| 2001 | Mike Krzyzewski       | Egyesült Államok |
| 2002 | Larry Brown           | Egyesült Államok |
| 2002 | Lute Olson            | Egyesült Államok |
| 2002 | Kay Yow               | Egyesült Államok |
| 2003 | Leon Barmore          | Egyesült Államok |
| 2004 | Bill Sharman          | Egyesült Államok |
| 2005 | Jim Boeheim           | Egyesült Államok |
| 2005 | Jim Calhoun           | Egyesült Államok |
| 2005 | Sue Gunter            | Egyesült Államok |
| 2006 | Geno Auriemma         | Egyesült Államok |
| 2006 | Sandro Gamba          | Olaszország      |
| 2007 | Van Chancellor        | Egyesült Államok |
| 2007 | Pedro Ferrándiz       | Spanyolország    |
| 2007 | Phil Jackson          | Egyesült Államok |
| 2007 | Mirko Novosel         | Horvátország     |
| 2007 | Roy Williams          | Egyesült Államok |
| 2008 | Pat Riley             | Egyesült Államok |
| 2008 | Cathy Rush            | Egyesült Államok |
| 2009 | Jerry Sloan           | Egyesült Államok |
| 2009 | C. Vivian Stringer    | Egyesült Államok |
| 2010 | Bob Hurley            | Egyesült Államok |
| 2011 | Herb Magee            | Egyesült Államok |
| 2011 | Tara VanDerveer       | Egyesült Államok |
| 2012 | Lidia Alexeeva        | Oroszország      |
| 2012 | Don Nelson            | Egyesült Államok |
| 2013 | Sylvia Hatchell       | Egyesült Államok |
| 2013 | Guy Lewis             | Egyesült Államok |
| 2013 | Rick Pitino           | Egyesült Államok |
| 2013 | Jerry Tarkanian       | Egyesült Államok |
| 2014 | Bobby "Slick" Leonard | Egyesült Államok |
| 2014 | Nolan Richardson      | Egyesült Államok |
| 2014 | Gary Williams         | Egyesült Államok |
| 2015 | John Calipari         | Egyesült Államok |
| 2015 | Lindsay Gaze          | Ausztrália       |
| 2015 | Tom Heinsohn          | Egyesült Államok |
| 2016 | Tom Izzo              | Egyesült Államok |
| 2016 | John McLendon         | Egyesült Államok |
| 2017 | Robert Hughes         | Egyesült Államok |
| 2017 | Muffet McGraw         | Egyesült Államok |
| 2017 | Bill Self             | Egyesült Államok |
| 2018 | Lefty Driesell        | Egyesült Államok |
| 2019 | Bill Fitch            | Egyesült Államok |
| 2020 | Eddie Sutton          | Egyesült Államok |
| 2020 | Rudy Tomjanovich      | Egyesült Államok |
| 2020 | Kim Mulkey            | Egyesült Államok |
| 2020 | Barbara Stevens       | Egyesült Államok |
| 2021 | Rick Adelman          | Egyesült Államok |
| 2021 | Cotton Fitzsimmons    | Egyesült Államok |
| 2021 | Bill Russell          | Egyesült Államok |
| 2021 | Jay Wright            | Egyesült Államok |

## Beiktatott közreműködők listája
| Év   | Beiktatott                  |
| ---- | --------------------------- |
| 1959 | Luther H. Gulick            |
| 1959 | Edward J. Hickox            |
| 1959 | Ralph Morgan                |
| 1959 | James Naismith              |
| 1959 | Harold G. Olsen             |
| 1959 | Amos Alonzo Stagg           |
| 1959 | Oswald Tower                |
| 1960 | Henry V. Porter             |
| 1961 | John J. O'Brien             |
| 1961 | Arthur A. Schabinger        |
| 1961 | Arthur L. Trester           |
| 1962 | Frank Morgenweck            |
| 1962 | Lynn W. St. John            |
| 1963 | William A. Reid             |
| 1964 | John W. Bunn                |
| 1964 | Edward S. Irish             |
| 1964 | R. William Jones            |
| 1965 | Walter A. Brown             |
| 1965 | Paul D. Hinkle              |
| 1965 | William G. Mokray           |
| 1968 | Clair F. Bee                |
| 1969 | Charles H. Taylor           |
| 1971 | Abraham M. Saperstein       |
| 1972 | Robert L. Douglas           |
| 1972 | Edward Gottlieb             |
| 1972 | W.R. Clifford Wells         |
| 1973 | Elmer H. Ripley             |
| 1974 | Harry A. Fisher             |
| 1974 | Maurice Podoloff            |
| 1975 | Emil S. Liston              |
| 1979 | John B. McLendon            |
| 1979 | Peter F. Newell             |
| 1980 | Lester Harrison             |
| 1981 | Ferenc Hepp                 |
| 1981 | James Walter Kennedy        |
| 1982 | Alva O. Duer                |
| 1983 | Louis G. Wilke              |
| 1984 | Clifford B. Fagan           |
| 1984 | Edward S. Steitz            |
| 1985 | Senda Berenson Abbott       |
| 1985 | Bertha F. Teague            |
| 1991 | Lawrence "Larry" Fleisher   |
| 1991 | Lawrence F. "Larry" O'Brien |
| 1991 | Borislav "Boris" Stankovic  |
| 1999 | Wayne R. Embry              |
| 1999 | Fred Zollner                |
| 2000 | Daniel "Danny" Biasone      |
| 2000 | Charles Martin Newton       |
| 2003 | Francis D. "Chick" Hearn    |
| 2003 | Meadowlark Lemon            |
| 2003 | Earl F. Lloyd               |
| 2004 | Jerry Colangelo             |
| 2005 | Hubert "Hubie" Brown        |
| 2006 | Dave Gavitt                 |
| 2008 | William Davidson            |
| 2008 | Richard "Dick" Vitale       |
| 2010 | Jerry Buss                  |
| 2011 | Tom "Satch" Sanders         |
| 2011 | Tex Winter                  |
| 2012 | Donald "Don" Barksdale      |
| 2012 | Phil Knight                 |
| 2013 | Russ Granik                 |
| 2013 | Edwin Bancroft Henderson    |
| 2014 | Nathaniel Clifton           |
| 2014 | David Stern                 |
| 2015 | George Raveling             |
| 2016 | Jerry Reinsdorf             |
| 2017 | Rebecca Lobo                |
| 2017 | Mannie Jackson              |
| 2017 | Tom Jernstedt               |
| 2017 | Jerry Krause                |
| 2018 | Rod Thorn                   |
| 2018 | Rick Welts                  |
| 2019 | Al Attles                   |
| 2020 | Patrick Baumann             |
| 2021 | Val Ackerman                |
| 2021 | Howard Garfinkel            |

## Beiktatott bírók listája
| Év   | Név                |
| ---- | ------------------ |
| 1959 | Matthew P. Kennedy |
| 1960 | George T. Hepbron  |
| 1961 | George H. Hoyt     |
| 1961 | Ernest C. Quigley  |
| 1961 | David Tobey        |
| 1962 | David H. Walsh     |
| 1978 | John P. Nucatola   |
| 1979 | James E. Enright   |
| 1980 | J. Dallas Shirley  |
| 1983 | Lloyd R. Leith     |
| 1986 | Zigmund J. Mihalik |
| 1995 | Earl Strom         |
| 2007 | Marvin Rudolph     |
| 2012 | Hank Nichols       |
| 2015 | Richard Bavetta    |
| 2016 | Darell Garretson   |

## Beiktatott csapatok listája
| Year | Inductee                                                           |
| ---- | ------------------------------------------------------------------ |
| 1959 | First Team (minden idők első kosárlabdacsapata)                    |
| 1959 | Original Celtics                                                   |
| 1961 | Buffalo Germans                                                    |
| 1963 | New York Renaissance                                               |
| 2002 | Harlem Globetrotters                                               |
| 2007 | Texas Western                                                      |
| 2010 | 1960 Egyesült Államok olimpiai kosárlabdaválogatott                |
| 2010 | 1992 Egyesült Államok olimpiai kosárlabdaválogatott ("Dream Team") |
| 2012 | All American Red Heads                                             |
| 2014 | Immaculata College                                                 |
| 2019 | Tennessee A&I State (1957, 1958, 1959)                             |
| 2019 | Wayland Baptist Women's (1948–82)                                  |